# Trzynastozgłoskowiec

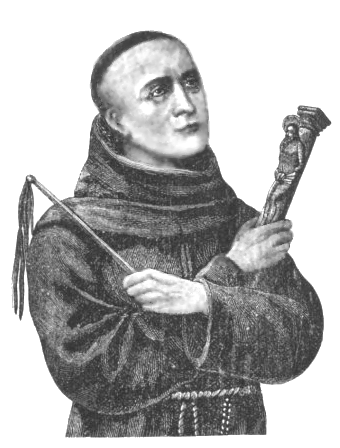
Błogosławiony Ładysław (Władysław) z Gielniowa jest najprawdopodobniej pierwszym znanym z imienia polskim poetą, który posługiwał się trzynastozgłoskowcem

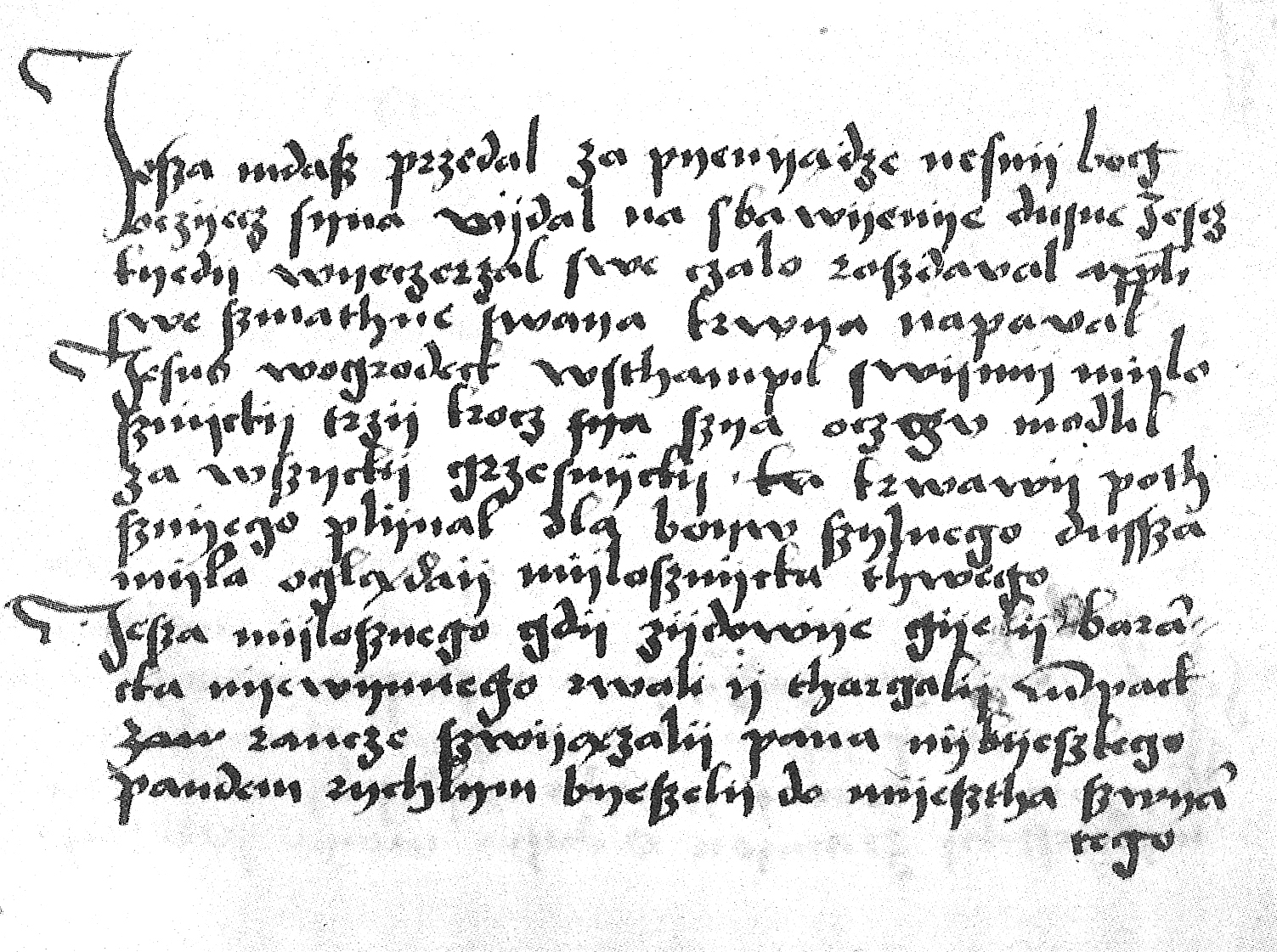
Utwór Jezusa Judasz przedał jest jednym z najstarszych polskich wierszy napisanych trzynastozgłoskowcem

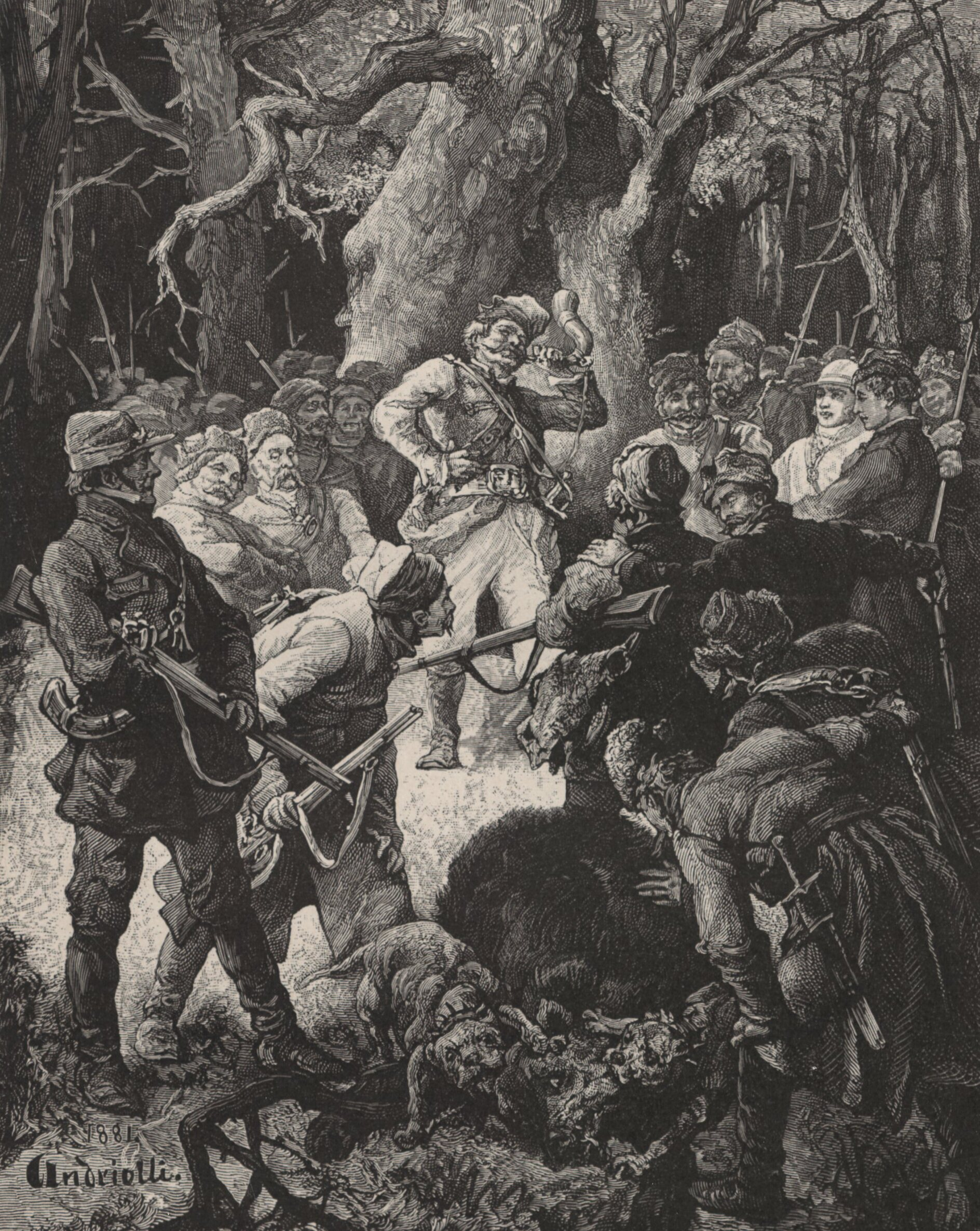
Pan Tadeusz Adama Mickiewicza jest - poza epilogiem - napisany trzynastozgłoskowcem

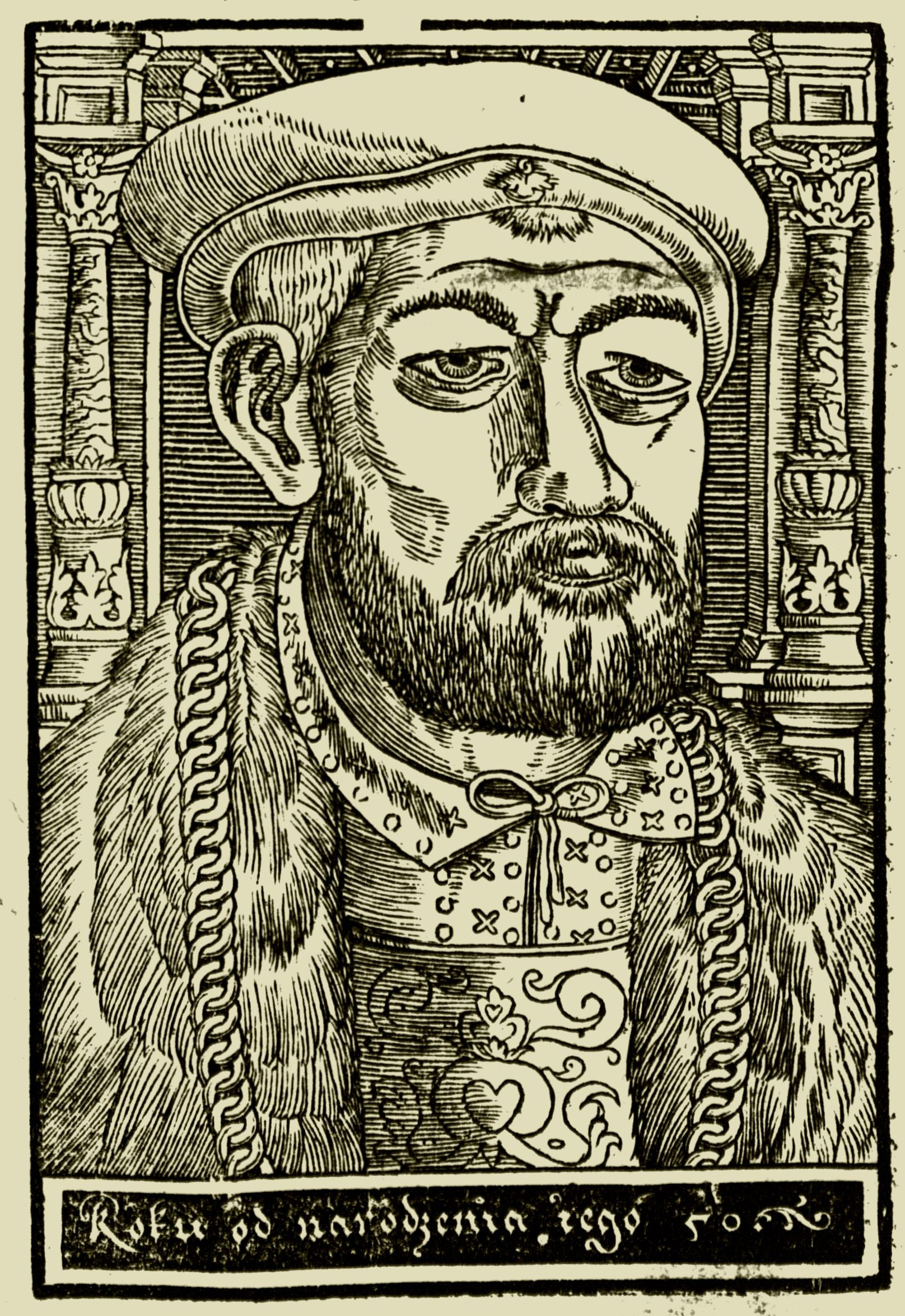
Mikołaj Rej z Nagłowic

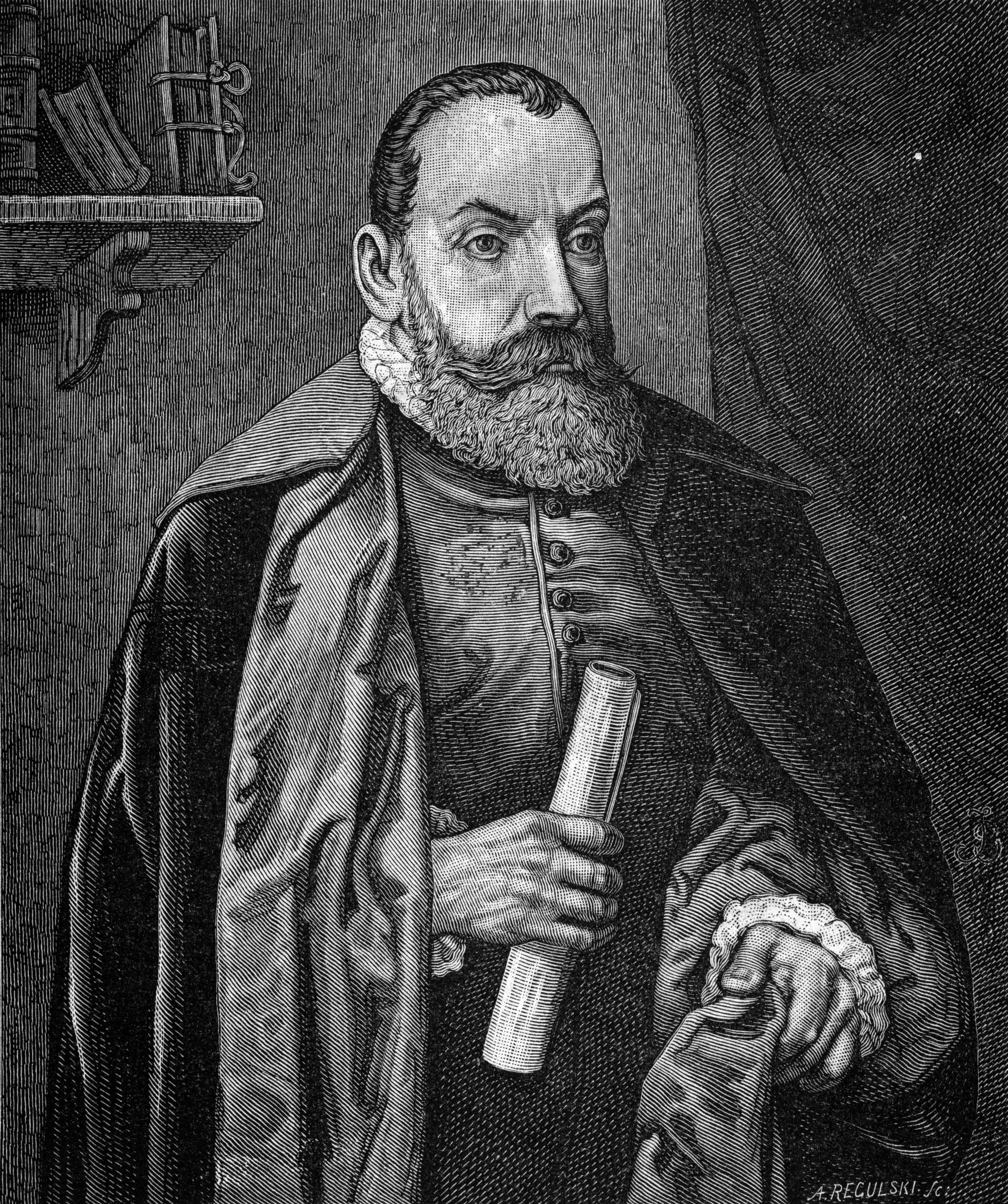
Jan Kochanowski

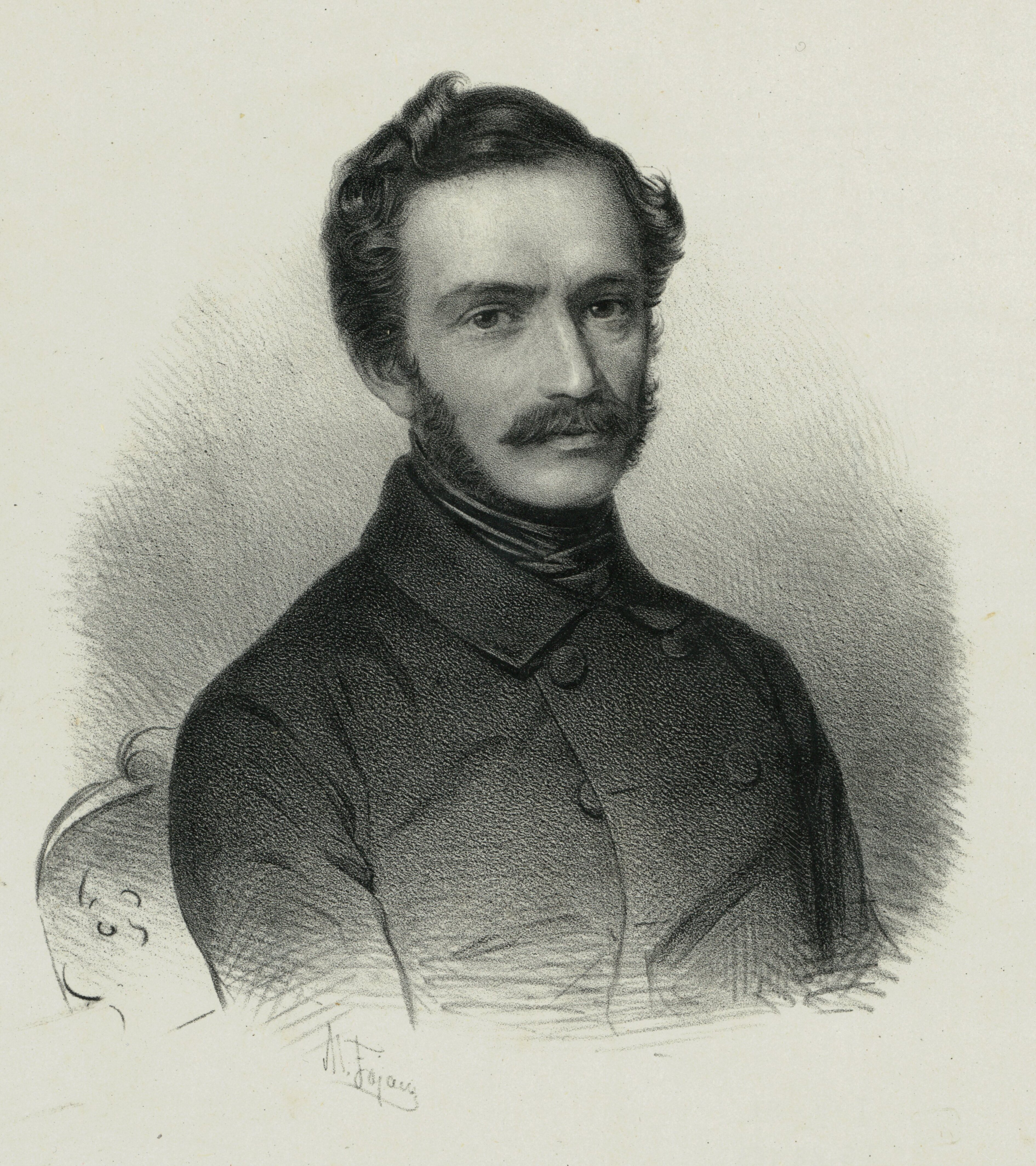
Lucjan Siemieński spolszczył starogrecką epopeję Homera o Odyseuszu zastępując heksametr trzynastozgłoskowcem

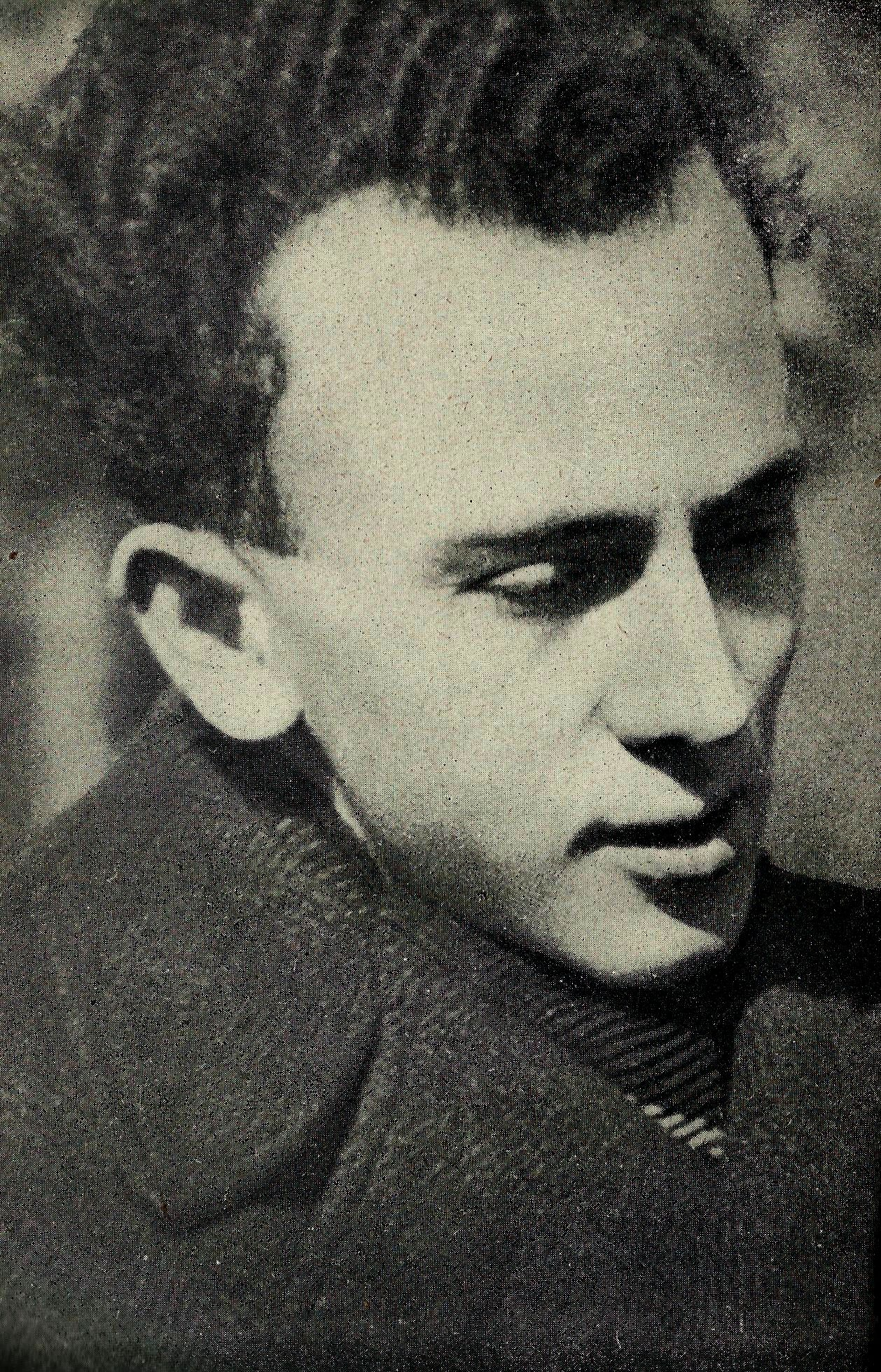
Jiří Orten

Trzynastozgłoskowiec – format wiersza sylabicznego, w którym w każdym wersie występuje trzynaście sylab. W każdym wersie po 7. sylabie występuje średniówka. Trzynastozgłoskowiec wykazuje dużą odporność na sylabotonizację. Jest najbardziej uniwersalnym formatem wiersza polskiego, stosowanym we wszystkich trzech rodzajach literackich, zarówno w układzie stychicznym, jak i zwrotkowym, w utworach o różnej długości – od dwóch do kilkudziesięciu tysięcy wersów. W epoce staropolskiej był prawie tak znany jak  jedenastozgłoskowiec, oparty na wzorach włoskich i używany w oktawie. O większej popularności trzynastozgłoskowca przesądził zapewne wpływ literatury francuskiej.
Trzynastozgłoskowiec pojawił się w literaturze polskiej w piętnastym wieku w anonimowych Godzinkach (Jezus Chrystus, Bóg-człowiek, mądrość ojca swego) i w dziele Władysława z Gielniowa Żołtarz Jezusów (Jezusa Judasz przedał za pieniądze nędzne). Często wykorzystywał go Mikołaj Rej. Po nim trzynastozgłoskowcem w epoce staropolskiej posługiwali się, między innymi: Jan Kochanowski, Mikołaj Sęp Szarzyński, Sebastian Grabowiecki, Szymon Szymonowic, Daniel Naborowski i Wacław Potocki. 
Znane dzieła pisane trzynastozgłoskowcem:
- Adam Mickiewicz – Pan Tadeusz
- Adam Mickiewicz – Sonety krymskie
- Adam Mickiewicz – Reduta Ordona
- Juliusz Słowacki – Testament mój
- Aleksander Fredro – Śluby panieńskie (13-zgłoskowiec we fragmentach prezentujących światopogląd postaci)
- Jan Kochanowski
  - Treny (Tren II, Tren III, Tren IV, Tren V, Tren VI (ze średniówką po 8. sylabie), Tren VIII, Tren IX, Tren X, Tren XI, Tren XII, Tren XIII, Tren XIV, Tren XV, Tren XIX lub Sen);
  - Niektóre fraszki, m.in. Do Hanny, Do Paniej, Ofiara, Do Jakuba, Na świętego Ojca.
- Aleksander Fredro (prawdopodobnie) – XIII Księga Pana Tadeusza
- Ignacy Krasicki – większość bajek
- Wacław Potocki – Transakcja wojny chocimskiej
- Iliada w przekładzie Franciszka Dmochowskiego
- Odyseja w przekładzie Lucjana Siemieńskiego

Muzo! Męża wyśpiewaj, co święty gród Troi
Zburzywszy, długo błądził i w tułaczce swojej
Siła różnych miast widział, poznał tylu ludów
Zwyczaje, a co przygód doświadczył i trudów!
A co strapień na morzach, gdy przyszło za siebie
Lub za swe towarzysze stawić się w potrzebie,
By im powrót zapewnić! Nad siły on robił,
Lecz druhów nie ocalił: każdy z nich się dobił
Sam, głupstwem własnym.

Polski trzynastozgłoskowiec stanowi odpowiednik formalny francuskiego aleksandrynu (symetrycznego dwunastozgłoskowca) i germańskiego sześciostopowca jambicznego, jak również odpowiednik funkcjonalny starożytnego greckiego i łacińskiego heksametru daktylicznego. Często też zastępuje w przekładzie na język polski angielski pentametr jambiczny.
O polskim trzynastozgłoskowcu pisali między innymi Maria Dłuska (Studia z historii i teorii wersyfikacji polskiej), Stanisław Furmanik (Podstawy wersyfikacji polskiej) i Adam Kulawik (Poetyka).
Od czasów romantyzmu trzynastozgłoskowiec zdecydowanie przeważa w polskim sonecie. Wcześniej rolę podstawowego formatu sonetów pełnił, zgodnie z tradycją włoską, jedenastozgłoskowiec:

Nieraz po ziemi błądzę, jak gdyby umarły,
I zda się, że oglądam świat z tamtego brzega:
Ziemia gdzieś — jakąś oddal — w oku mem zalega,
A ludzie gdzieś podemną błądzą niby karły..

W literaturze polskiej tylko wyjątkowo pojawia się trzynastozgłoskowiec sylabotoniczny, a konkretnie jambiczny. Jan Lemański zastosował konsekwentnie jambiczny trzynastozgłoskowiec (ze średniówką męską po sylabie szóstej) w sonecie:

Strącony okwiat grusz na staw nafrunął bielą,
Na skrzek i duży liść okrągły padł grążelom;
Kaczeniec żółty śpi na habrze wód i gra mi
Błękitnych szklarek rój — rój skier nad ajerami.
Odbijam senną łódź i płynę ku topielom,
Gdzie w pląsach gony ryb przeźroczy nurt popielą,
Gdzie tonie runo chmur i czystość wody plami,
Gdzie szczupak lustro wód przecina płetw ostrzami.
Niekiedy wiosło z dna wywlecze kwiat kaczeńcy.
Niekiedy łodzi burt o suchy trze oczeret —
Siedzibę chmary much. Kapela muszych czered
Dogania senną łódź, i długo za mną dźwięczy
Smętnawy cichy brzęk — jęczenie brzmi komarze:
Oddaję fali ster i wiosło z rąk i marzę...

W literaturze czeskiej trzynastozgłoskowy jest aleksandryn. Format ten występuje albo w postaci ortodoksyjnie jambicznej, albo swobodnej, jambiczno-daktylicznej. Używał go między innymi Jiří Orten:

Sen touhy zdá se mi. A vím, že zapomenu,
ještě než procitnu. Království za kořist.
Bolestně prozpíván k všeobsažnému jménu,
odnáším píseň svou z těchto slunečných míst
do krajin bezčasých, kde mizí přirovnání,
kde nahým nitrem svět je třeba ze tmy rvát,
kde, běda, zmenšuje se vše, čím zde jsme zváni,
kde nelze propasti již s pádem rýmovat.

Píši vám, Karino, a nevím, zda jste živa,
zda nejste nyní tam, kde se už netoužívá,
zda zatím neskonal váš nebezpečný věk.

W nowożytnej literaturze rosyjskiej trzynastozgłoskowiec jest jambiczny. W poniżej przytoczonej strofie wersy pierwszy i trzeci są trzynastozgłoskowe, wers drugi dwunastozgłoskowy, a wers ostatni ośmiozgłoskowy:

Я памятник себе воздвиг нерукотворный,
К нему не заростет народная тропа,
Вознесся выше он главою непокорной
Александрийского столпа.